# Swiss Average Rate Overnight
Le Swiss Average Rate Overnight, plus communément appelé SARON, est un indice de référence indiquant le taux auquel les banques sont disposées à se prêter entre elles. Plus transparent et plus robuste, il remplace le LIBOR en francs suisses à partir du 1er janvier 2022. La décision d'abandonner le taux londonien est prise en 2017 à la suite de nombreux scandales.
Le SARON est calculé trois fois par jour par SIX et le taux de référence journalier est décidé à 18:00, sur la base des échanges réels sur le marché monétaire (repo) suisse (par opposition au Libor, calculé sur des estimations et donc plus facilement manipulable),.
Le SARON est de fait disponible depuis 2009.